# Gan (Kiembara)
Pour les articles homonymes, voir Gan.
Gan est une commune située dans le département de Kiembara de la province du Sourou au Burkina Faso.